# Banc Champignon
Un banc Champignon, ou tabouret Champignon, est un type de banc public, élément du mobilier urbain de la ville de Paris.

## Histoire
Ces bancs font partie d'un ensemble de mobilier urbain conçu par le designeur Marc Aurel, en collaboration avec JCDecaux et s'inscrivent dans une extension des nouveaux abribus parisiens du même concepteur, dans un style résolument « moderne ». En tout, 150 bancs de ce type ont été installés à Paris depuis le début d'année 2016,.
Au début des années 2020, des mouvements citoyens comme #SaccageParis sollicitent la Municipalité pour améliorer l'esthétique urbaine et une consultation est réalisée en ligne, de début mars à fin juin 2021, au cours de laquelle ces bancs sont rejetés par 82 % des 2 000 votants. Comme pour d'autres nouveaux bancs, on reproche notamment leur dégradation rapide, leur manque d'esthétique et d'uniformité ainsi que leur incohérence vis-à-vis du mobilier historique,. Ainsi, au cours de cette même année, dans une démarche de « retirer le mobilier inutile », la Mairie indique dans Manifeste pour une nouvelle esthétique parisienne que ces bancs seront supprimés dans les prochains mois,.

## Structure
Ce type de mobilier fait partie d'un ensemble qui se décline en trois versions : le banc, le tabouret et l'appui ischiatique[réf. souhaitée]. Les deux premiers, qui forment donc le modèle Champignon, se caractérisent par une assise blanche, en forme d'œil, soutenue par un ou plusieurs pieds « vert papier russe » sombres : le tabouret est isolé sur le trottoir, tandis que la version en banc entoure un arbre en chaîne avec d'autres, chaque pied étant commun à deux assises, soit en un cercle complet, soit en demi-cercle, innovant donc en s'insérant dans les pieds d'arbre.

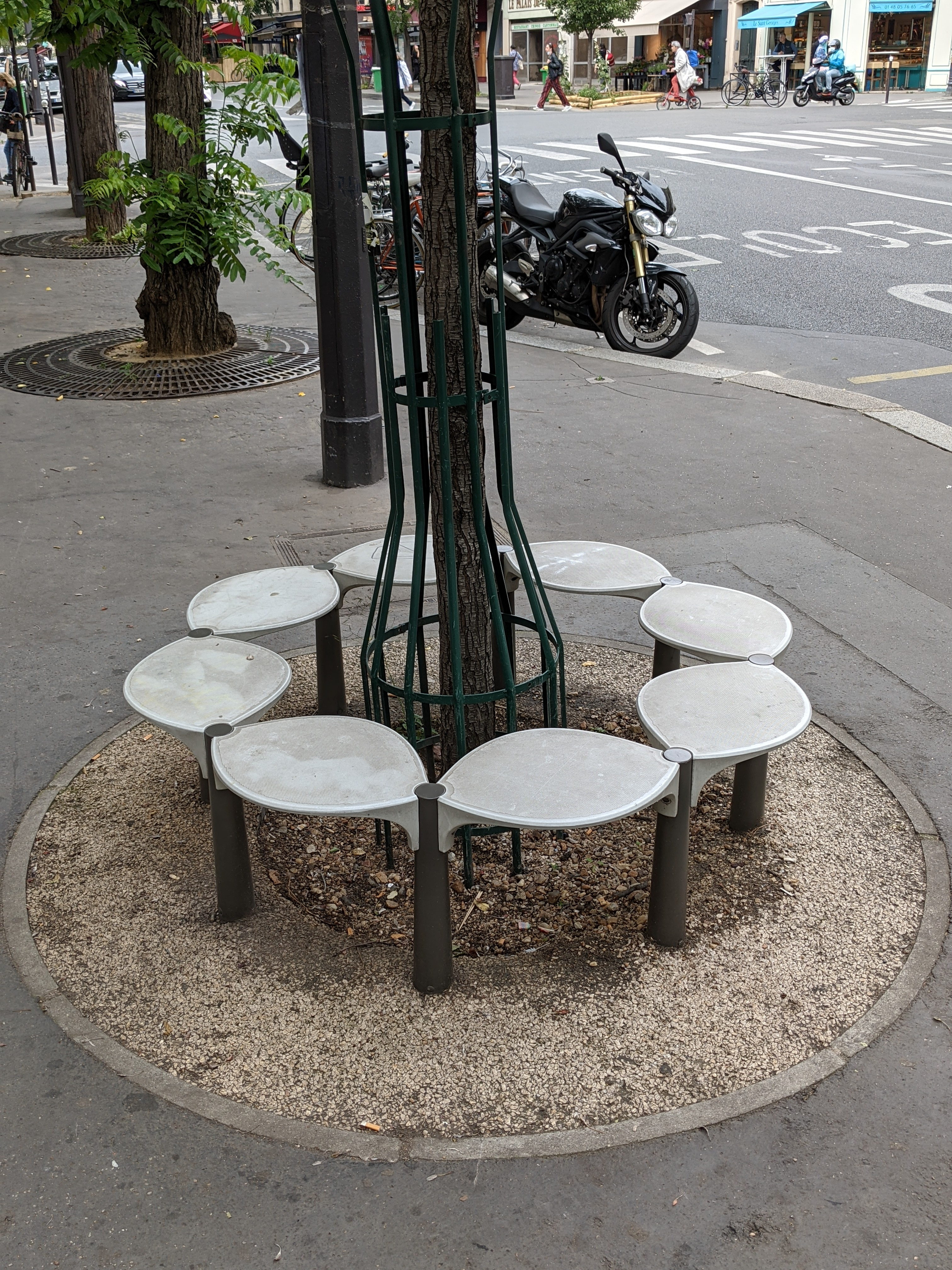
Bancs Champignon autour d'un arbre sur l'avenue Parmentier, en juillet 2021.
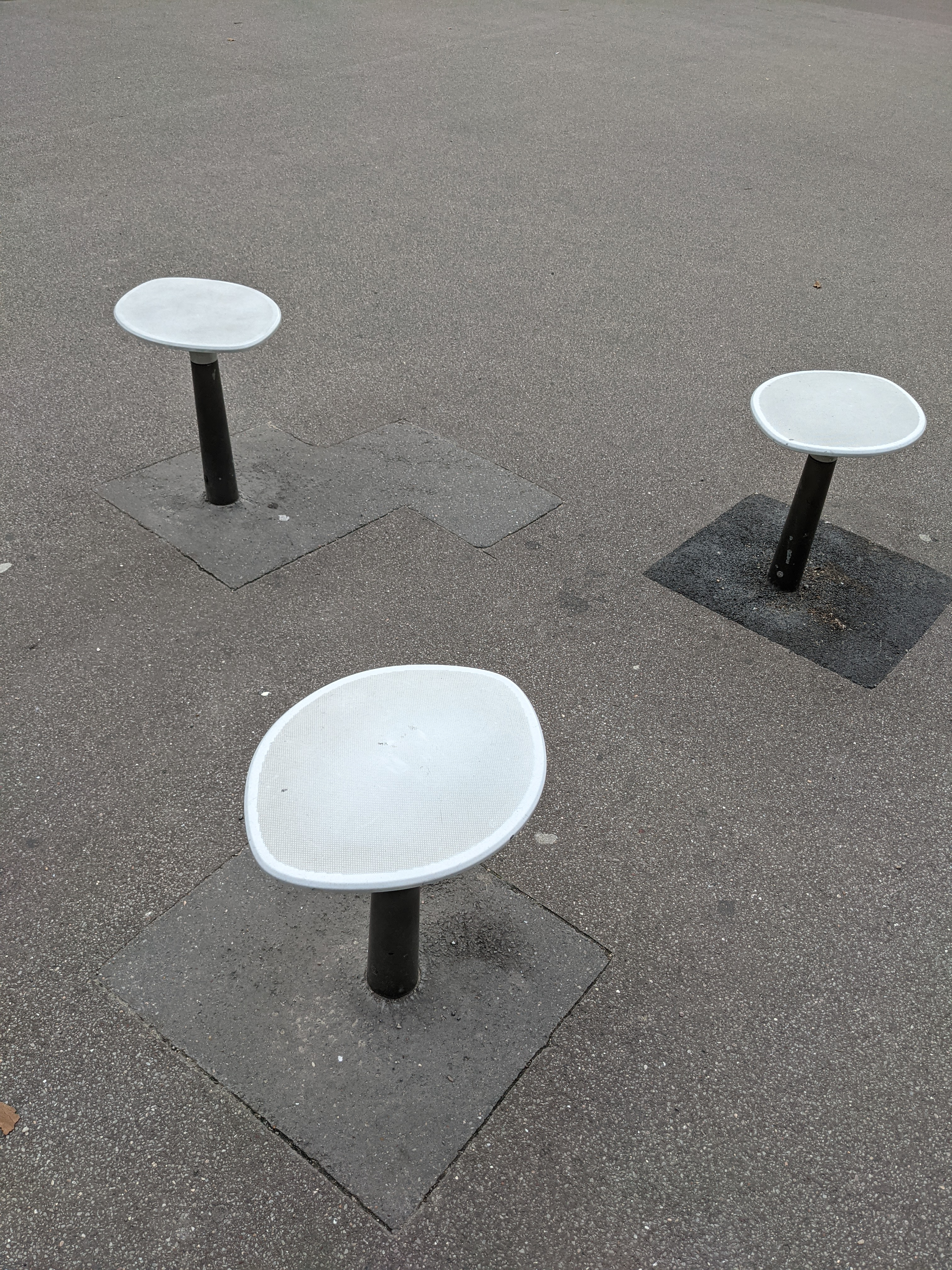
Tabourets Champignon sur la place de l'École-Militaire, en juillet 2021.
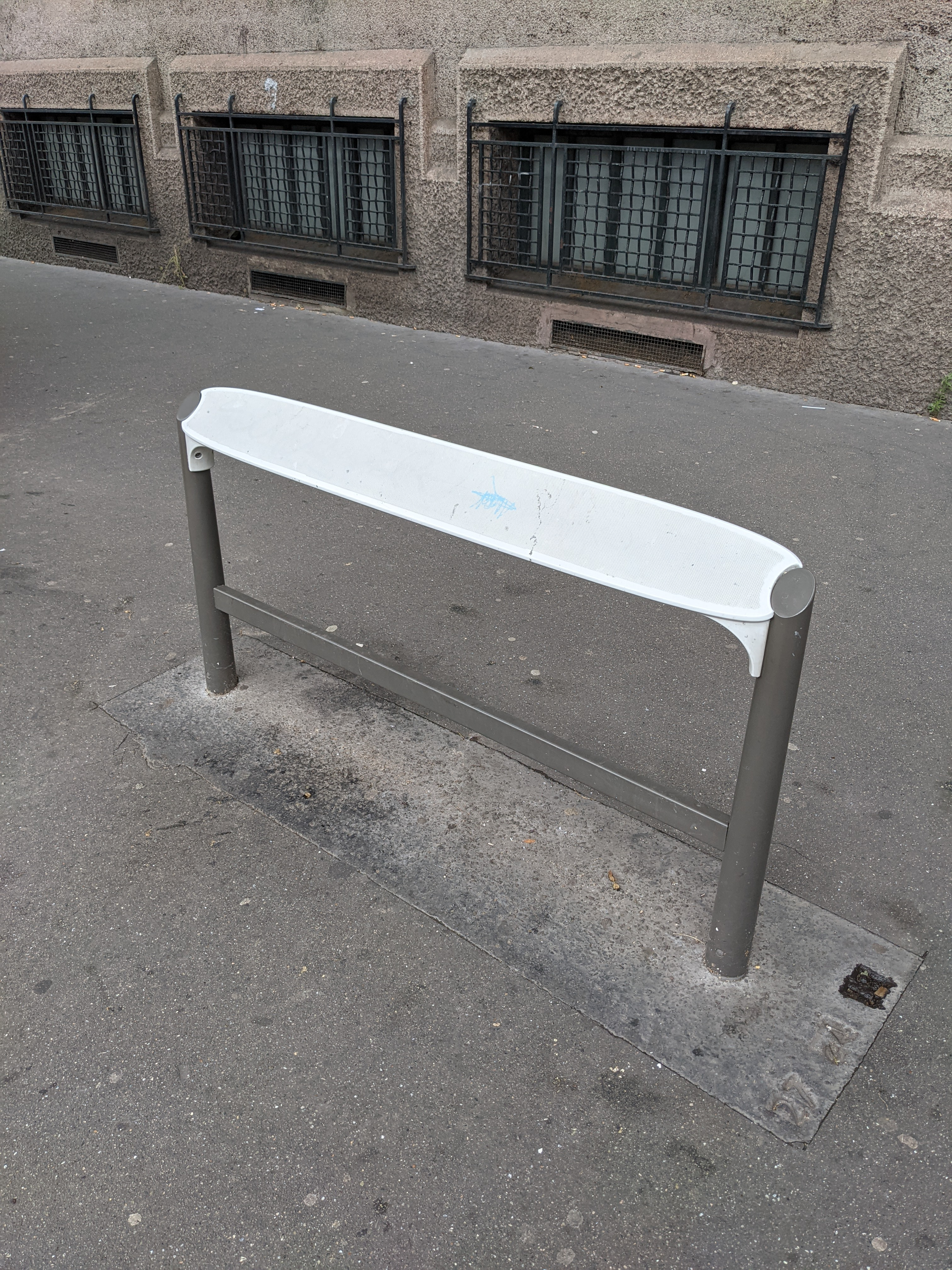
Appui ischiatique de la même gamme[réf. souhaitée], sur la rue des Pyrénées, en juillet 2021.